# 호르헤 루이스 보르헤스
호르헤 프란시스코 이시도로 루이스 보르헤스(스페인어: Jorge Francisco Isidoro Luis Borges, 1899년 8월 24일 아르헨티나 부에노스아이레스 ~ 1986년 6월 14일 스위스 제네바)은 아르헨티나의 소설가, 시인, 평론가이다. 1955년부터 1973년까지 아르헨티나 국립도서관의 관장직을 맡았다.
연작 형태의 짤막한 이야기들로 구성된 독특한 소설 《픽션들》로 유명하다. 부에노스아이레스에서 태어나 1920년대에 ‘도시의 아방가르드(남아메리카에서 일어난 극단적인 모더니즘 운동)’를 주도하였다. 1930년대에는 단편 소설을 다양하게 발전시키는 등 주로 산문을 쓰면서 문학 세계 영역을 확장해 나갔다. 이러한 노력은 작품집 《픽션들》(1940)과 《알레프》(1949)로 결실을 맺었다. 그는 시와 논픽션, 이야기체 수필 등 여러 장르를 넘나드는 다양한 작품을 발표했다. 후기 작품 가운데 《칼잡이들의 이야기》(1970)는 여러 가지 방법으로 이해할 수 있다는 점에서 많은 관심을 불러일으켰다.

## 생애

### 학창 시절
호르헤 프란시스코 이시도로 루이스 보르헤스는 1899년 8월 24일에 아르헨티나 부에노스아이레스의 한 중산층 가정에서 태어났다. 그들은 편안한 환경에서 살았지만 부에노스아이레스 시내에서 살 정도로 부유하지는 않았기 때문에 당시 더 소득이 낮은 사람들이 살던 팔레르모에 거주했다. 보르헤스 어머니 레오노르 아세베도 수아레스는 우루과이 크리올로 출신이다. 보르헤스 외가는 남미에 유럽 이주민들이 정착할 때 같이 섞여들어가 아르헨티나 독립 전쟁에도 관여했는데, 어머니는 종종 그들의 영웅적인 행동에 관한 이야기를 들려주었다.
보르헤스 아버지 호르헤 기예르모 보르헤스 아슬람(1874년 2월 24일 ~ 1938년 2월 14일)은 변호사였고 1921년에 소설 《엘카우딜로》를 썼다. 보르헤스 아슬람은 엔트레리오스주의 스페인, 포르투갈, 영국인의 후손인 대령 프란시스코 보르헤스 라피누르와 영국 여성인 프란체스 앤 아슬람의 아들로 태어났다. 보르헤스 아슬람은 집에서 영어를 말하면서 자랐고, 유럽으로도 자주 여행을 다녔다. 아슬람은 1898년 레오노르 아세베도 수아레스와 결혼했으며, 호르헤 루이스 보르헤스 뿐 아니라 후에 화가가 된 여동생 노라 보르헤스도 낳았다.
보르헤스는 9살 되던 때 오스카 와일드의 《행복한 왕자》를 스페인어로 번역한다. 이 책은 지역 잡지에 실렸지만 보르헤스의 친구들은 그의 아버지가 번역해준 것이라고 믿었다. 보르헤스 아슬람은 문학적인 포부를 품은 변호사이자 심리학 교사였다. 보르헤스는 그의 아버지가 "작가가 되려 했지만 시도에서 실패했다"고 말했다. 호르헤 루이스 보르헤스는 또한 "우리 국민 대부분은 군인이었고 나는 결코 군인이 되지 않을 것을 알았기 때문에, 나는 행동적인 사람이 아닌 책을 좋아하는 유형의 사람으로서 꽤 일찍부터 창피함을 느꼈다"고 말했다.
호르헤 루이스 보르헤스는 11살까지 집에서 배웠고 스페인어와 영어로 2개 국어를 구사했으며 12살 때 셰익스피어를 읽었다. 천 권이 넘는 영어 도서관이 있는 큰 집에서 살았는데, 보르헤스는 나중에 "내 인생에서 가장 중요한 사건을 대라고 한다면, 나는 아버지의 도서관이라고 말할 수 밖에 없다" 회상한다.
그의 아버지는 시력 저하로 변호사 일을 포기하는데, 이 시력 저하는 결국 나중에 보르헤스도 괴롭힌다. 1914년 보르헤스의 가족은 스위스 제네바로 이사했고 이후 10년이 넘는 시간을 유럽에서 보낸다. 제네바에서 아슬람은 아들과 딸이 학교에 다니는 동안 안과 전문의에게 치료를 받았다. 보르헤스는 여기서 불어를 배웠고 토머스 칼라일을 영어로 읽었으며 독일어로 철학을 읽기 시작했다. 1917년, 그가 18살이었을 때, 그는 앞으로 평생의 문학 친구가 될 작가 모리스 아브라모비치Maurice Abramowicz를 만난다. 보르헤스는 1918년 제네바 칼빈 컬리지에서 바칼로레아를 받았다. 이후 보르헤스의 가족은 아르헨티나의 정치적 불안으로 인해 전쟁 동안 스위스에 남기로 결정한다. 마침내 제1차 세계대전이 끝나고, 그 가족은 루가노, 바르셀로나, 마요르카, 세비야, 마드리드의 다양한 도시를 돌아다니면서 3년의 시간을 보낸다. 그렇게 그들은 1921년까지 유럽에 머물렀다.
보르헤스가 그의 작품에 영향을 준 아르투어 쇼펜하우어와 구스타프 마이링크의 《골렘》(1915)을 발견한 것도 이 때 쯤이다. 스페인에서 보르헤스는 기욤 아폴리네르와 필리포 토마소 마리네티에게 영감을 받아 아방가르드적이고 반 모데르니스모의 울트라이즘적인 문학 운동의 일원이 된다. 보르헤스는 이 때 월트 휘트먼의 스타일로 첫 번째 시 "바다에의 찬양Hymn to the Sea"을 써 《그레시아Grecia》지에 싣는다. 스페인에서 라몬 고메스 데 라 세르나 등 유명한 스페인 작가들과도 만남을 갖는다.

### 초기 활동

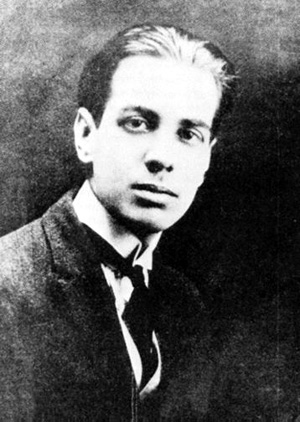
1921년의 보르헤스

1921년, 보르헤스는 가족과 함께 부에노스아이레스로 돌아왔다. 그는 정규 교육도 거의 받지 못했고 특별한 자격도 없었고 친구도 거의 없었다. 그는 울트라이즘의 교리를 가지고 문학지에 초현실적인 시와 에세이를 출판하면서 작가 활동을 시작했다. 1923년, 보르헤스는 《부에노스아이레스의 열기Fervor de Buenos Aires》이라는 제목의 시집을 처음으로 출판했고 아방가르드 성향의 《마르틴 피에로》지에 참여했다.
보르헤스는 잡지 《프로아》와 부에노스아이레스의 벽에 주로 복사본을 붙여 배포하는 잡지인 《프리스마》를 공동으로 창간했다. 보르헤스는 말년이 이 때의 냈던 출판물 중 일부를 부끄러워하며 확실히 파괴하기 위해 복사본들까지 모두 찾아 구입하려고 하기도 했다.
1930년대 중반, 그는 실존적 질문과 허구를 탐구하기 시작했다. 당시 보르헤스의 작풍을 두고 아르헨티나 평론가 아나 마리아 바레네체아Ana María Barrenechea는 '비현실'이라 평가한다. 후안 룰포, 후안 호세 아레올라, 알레호 카펜티에르와 같은 다른 라틴 아메리카 작가들은 에드문트 후설과 마르틴 하이데거의 현상학에 영향을 받아 이러한 주제들을 조사하고 있던 때였다.

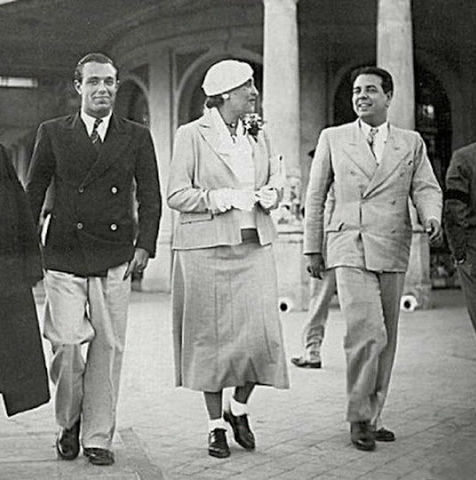
왼쪽부터 아돌포 비오이 카사레스, 빅토리아 오캄포, 보르헤스의 1935년 사진.

보르헤스는 1931년 빅토리아 오캄포에 의해 설립된 문예지 《남쪽Sur》의 첫 호부터 정기 기고자로 참여한다. 이는 보르헤스가 명성을 얻는 계기가 되었다. 오캄포는 보르헤스를 아르헨티나 문학의 또 다른 유명인 아돌포 비오이 카사레스에게 소개해준다. 그들은 함께 많은 작품을 썼는데, 필명으로 패러디 탐정 시리즈와 판타지 소설을 쓰기도 했다. 보르헤스는 아버지의 친구인 마케도니아니오 페르난데스에게서도 큰 영향을 받았다. 두 사람은 카페나 시골 휴양지, 발바네라에 있는 페르난데스의 작은 아파트에서 만남을 가졌다. 페르난데스는 보르헤스가 쓴 두 사람이 영혼의 불멸에 대해 대화하는 내용인 소설 《대화에 대한 대화》에 이름으로 등장한다. 1933년, 보르헤스는 부에노스아이레스의 여러 신문과 잡지에서 편집자로 일하면서 칼럼을 기고했고, 1935년에 마침내 《불한당들의 세계사A Universal History of Infamy》를 펴낸다.
이 책에는 서로 다른 양식의 두 부분으로 이루어져 있다. 첫 번째 부분은 비소설 에세이와 단편 소설 사이에 놓여 있는데, 기본적으로는 실화를 전달하기 위한 허구의 기법이 사용되었다. 두 번째는 문학적인 위작들로 구성되는데, 유명하지만 거의 읽지 않는 작품들의 구절들을 번역한 것으로 알려져 있다. 그 후 몇 년 동안 그는 출판사 에메에 에디토르Emecé Editores의 문학 고문으로 일했고 1936년부터 39년까지 《엘 호가》의 주간 칼럼을 썼다. 1938년, 보르헤스는 미겔 카네 시립 도서관에서 수석 보조원 자리를 구한다. 노동자 계층이었고 책이 너무 적어서, 그는 하루에 100권의 책을 분류하기만 해도 다른 직원들에게 할 일이 거의 남지 않을 것 같았다고 회고한다. 그는 이 일에 매일 한 시간 정도를 썼고, 남는 시간에는 도서관 지하실에서 책을 쓰고 번역하며 보냈다.

### 후기 활동

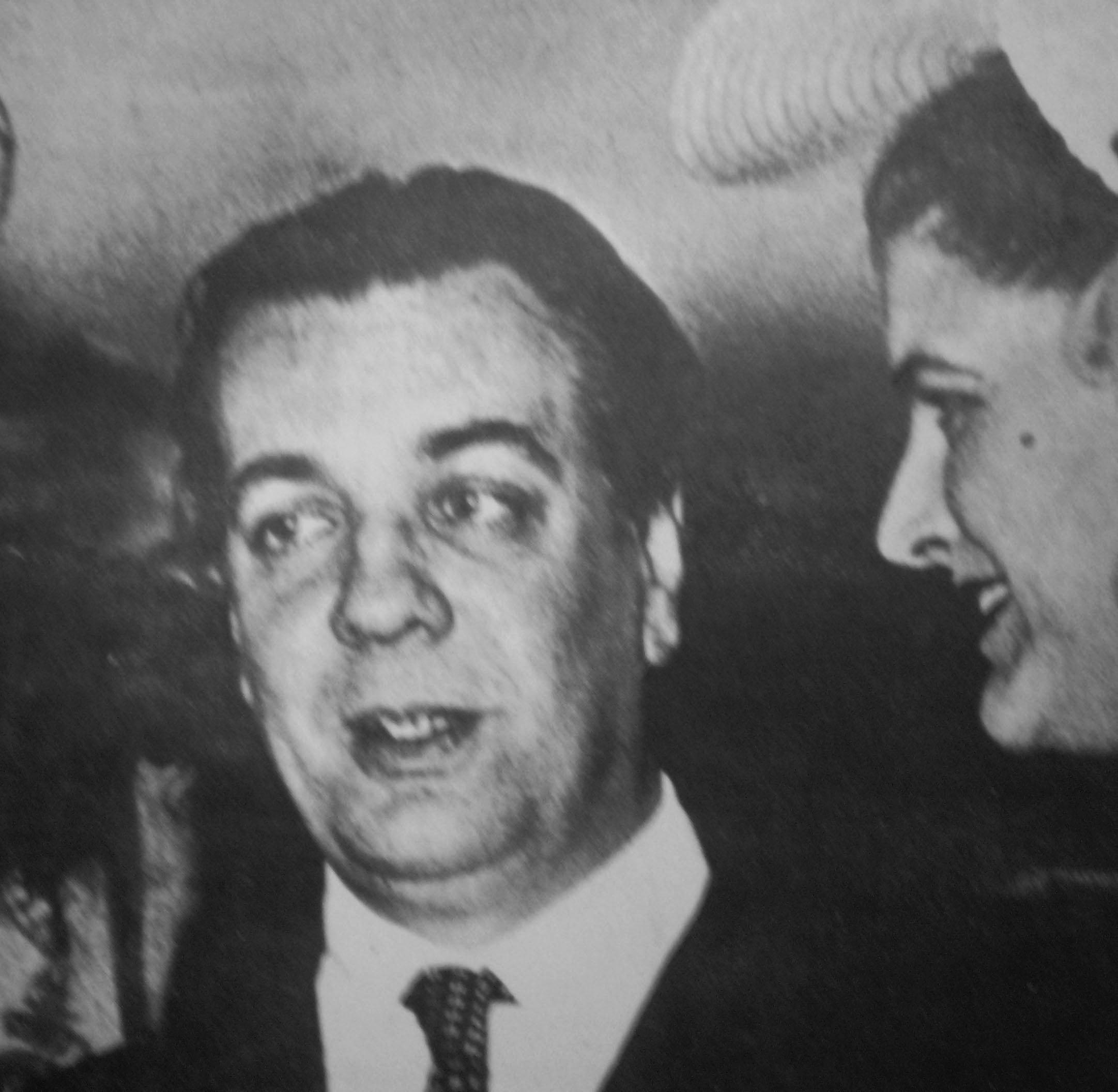
1940년대의 보르헤스

보르헤스 아버지는 1938년 64세 생일을 얼마 남겨두지 않고 세상을 떠난다. 그 해 크리스마스이브에 보르헤스는 계단을 오르다 열어놓은 창문을 보지 못하고 머리를 부딪친 후유증으로 한 달 가까이 앓아눕는데, 그 와중에 패혈증으로 죽을 고비를 넘긴다. 사고에서 회복하는 동안, 보르헤스는 새로운 작풍을 탐구하기 시작한다. 사고 이후 쓴 첫 번째 이야기인 《피에르 메나르, 돈키호테의 저자》는 1939년 5월에 출판되었다. 보르헤스 유명한 작품 중 하나인 《메나르》는 작가와 그의 역사적 맥락 사이 관계뿐만 아니라 저자의 본질을 조사한다. 이때까지 쓴 단편 소설 모음집들을 《두 갈래로 갈라지는 오솔길들의 정원》이라는 제목으로 엮어 1941년에 출판했는데, 대부분은 과거 《남쪽》에서 출판한 작품들로 구성했었다. 1944년에 출판한 《픽션들》은 이 작품의 증보판이다.
60페이지가 넘는 이야기로 구성한 이 책은 전반적으로 호평을 받긴 했지만, 그의 많은 동료가 기대했던 바와 다르게 문학상을 받는 데 실패했다. 빅토리아 오캄포는 《남쪽》의 1942년 7월호 상당 부분을 "보르헤스를 위한 보상"에 관한 내용을 쓰는데 할애했다. 아르헨티나와 스페인어를 사용하는 전 세계의 수많은 주요 작가와 비평가가 이 보상 프로젝트에 글을 기고했다.
1946년에 도서관 사서였던 30대 초반 보르헤스에게 가축 검사관으로 발령이 내려오고, 이에 승복할 수 없었던 보르헤스는 사직서를 내고 스스로 자리에서 물러난다. 30대 초반이 된 보르헤스는 비전이 사라지고 작가로서 자신을 지탱할 수 없다는 생각에 좌절하는 대신, 공공 강연자로서 활동을 시작한다. 이러한 활동은 아르헨티나 작가 협회 회장과 아르헨티나 영어 문화 협회의 영미 문학 교수로 임명되면서 점점 더 대중화되었다. 그의 단편소설 《엠마 준즈》는 영화로도 제작되었다. 이맘때, 보르헤스는 영화를 위한 시나리오를 쓰기 시작했다.
보르헤스는 1955년에 새로운 정권 배려로 아르헨티나 국립 도서관장으로 취임한다. 그러나 1950년대 말에 보르헤스는 시력을 완전히 잃어버린다. 보르헤스는 시력이 나빠질수록 어머니에게 점점 더 많이 의지하게 되었는데, 마침내 읽거나 쓰는 것이 아예 불가능해지자 어머니는 그의 비서직을 맡는다.
후안 도밍고 페론이 1973년 망 명생활을 청산하고 귀국하자, 보르헤스는 곧바로 국립도서관장직을 사임한다.

### 말년
1967년, 보르헤스는 과부가 된 지 얼마 되지 않은 여인과 결혼한다. 친구들은 어머니가 돌아가신 후에도 그를 병간호할 사람이 필요했기 때문에 결혼한 것으로 보았다. 그러나 결혼은 3년도 채 되지 않아 깨진다. 이혼 후 보르헤스는 어머니에게 돌아가 어머니가 99세 나이로 사망할 때까지 의탁한다. 어머니가 돌아가신 이후에는 어머니와 살던 작은 아파트를 물려받아 거기서 홀로 산다.
1975년부터 보르헤스는 전 세계를 여행한다. 종종 개인 조수인 마리아 코다마와 함께 여행하기도 했다. 1986년 4월 11일, 숨을 거두기 불과 몇 달 전 이 둘은 당시 아르헨티나의 이혼 관련 법률을 회피하기 위해 다른 사람이 그러하듯 파라과이의 변호사를 통해 결혼한다.
보르헤스는 개신교도 할머니의 밑에서 자랐으며 어머니와 약속대로 매일 밤 기도하고 잠들었지만, 불가지론자로 죽었다. 그가 숨을 거둘 때 곁에는 신부가 있었다.

## 주요 작품
- 《불한당들의 세계사》(Historia universal de la infamia), 1935년
- 《픽션들》(Ficciones), 1944년
- 《알레프》(El Aleph), 1949년
- 《칼잡이들의 이야기》(El informe de Brodie), 1970년
- 《셰익스피어의 기억》(Veinticinco de Agosto de 1983 y otros cuentos), 1983년

### 내용주
1. ↑  그러나 호르헤스가 바칼로레아를 끝마치지 못했다는 주장도 제기된다.(Viking, 2004)
2. ↑  "His was a particular kind of blindness, grown on him gradually since the age of thirty and settled in for good after his fifty-eighth birthday." From Manguel, Alberto (2006) With Borges. London: Telegram Books, pp. 15–16.

### 참고주
1. 1 2  《글로벌 세계대백과사전》,  〈보르헤스〉
2. ↑  Bell-Villada, Gene (1999). 《Borges and His Fiction》. United States of America: University of Texas Press. 14쪽. ISBN 0-292-70877-7.
3. ↑  Tóibín, Colm, "Don't abandon me", London Review of Books, 11 May 20061; retrieved 19 April 2009. 보관됨 2009-04-18 - 웨이백 머신
4. ↑  “Biography”. Find a Grave. 2013년 7월 4일에 확인함.
5. ↑  Tóibín, Colm, "Don't abandon me", London Review of Books, 11 May 20061; retrieved 19 April 2009. 보관됨 2009-04-18 - 웨이백 머신
6. ↑  Harold Bloom (2004) Jorge Luis Borges, Infobase Publishing. ISBN 978-950-07-1121-0
7. ↑  Tóibín, Colm, "Don't abandon me", London Review of Books, 11 May 20061; retrieved 19 April 2009. 보관됨 2009-04-18 - 웨이백 머신
8. ↑  Tóibín, Colm, "Don't abandon me", London Review of Books, 11 May 20061; retrieved 19 April 2009. 보관됨 2009-04-18 - 웨이백 머신
9. ↑  Borges, Jorge Luis, "Autobiographical Notes", The New Yorker, 19 September 1970.
10. 1 2  Tóibín, Colm, "Don't abandon me", London Review of Books, 11 May 20061; retrieved 19 April 2009. 보관됨 2009-04-18 - 웨이백 머신
11. ↑  Gene H. Bell-Villada,  Borges and His Fiction: A Guide to His Mind and Art, University of Texas Press (1999), p. 16; ISBN 978-0-292-70878-5
12. ↑  Wilson, Jason (2006). 《Jorge Luis Borges》. Reaktion Books. 37쪽. ISBN 1-86189-286-1.
13. ↑  1944-, Wilson, Jason (2006). 《Jorge Luis Borges》. London: Reaktion. 45–47쪽. ISBN 1-86189-286-1. OCLC 65768057.
14. 1 2  Tóibín, Colm, "Don't abandon me", London Review of Books, 11 May 20061; retrieved 19 April 2009. 보관됨 2009-04-18 - 웨이백 머신
15. ↑  Borges: Other Inquisitions 1937–1952. Full introduction by James Irby. University of Texas, ISBN 978-0-292-76002-8; accessed 16 August 2010.
16. ↑  “Ivonne Bordelois, "The Sur Magazine" Villa Ocampo Website”. Villaocampo.org. 2011년 11월 2일에 원본 문서에서 보존된 문서. 2011년 8월 24일에 확인함.
17. ↑  Borges, Jorge Luis. Trans. Mildred Boyer and Harold Morland. Dreamtigers, University of Texas Press, 1985, p. 25.
18. 1 2  Tóibín, Colm, "Don't abandon me", London Review of Books, 11 May 20061; retrieved 19 April 2009. 보관됨 2009-04-18 - 웨이백 머신
19. ↑  Boldy (2009) p. 32
20. ↑  Tóibín, Colm, "Don't abandon me", London Review of Books, 11 May 20061; retrieved 19 April 2009. 보관됨 2009-04-18 - 웨이백 머신
21. ↑  “Borges, Jorge Luis (Vol.32)”. enotes. 2008년 12월 3일에 확인함.
22. ↑  Wardrip-Fruin, Noah & Montfort, Nick (2003). The New Media Reader. MIT Press.
23. ↑  Alberto Manguel (2006) With Borges, London:Telegram Books pp. 15–16.
24. ↑  Woodall, J: The Man in Mirror of the Book, A Life of Luis Borges, (1996) Hodder and Stoughton pxxx.
25. ↑  “Days of Hate”. Imdb. 1954년 6월 3일. 2008년 12월 4일에 확인함.
26. ↑  Tóibín, Colm, "Don't abandon me", London Review of Books, 11 May 20061; retrieved 19 April 2009. 보관됨 2009-04-18 - 웨이백 머신
27. 1 2  Burgin (1988) p xvii
28. ↑  Borges, Jorge Luis (2013). 《Jorge Luis Borges: The Last Interview: and Other Conversations (The Last Interview Series)》. Melville House. ISBN 978-1-61219-204-8.
29. ↑  Norman Thomas Di Giovanni, The Lessons of the Master.
30. ↑  "Fanny", El Señor Borges
31. ↑  Ivereigh, Austen (2014). The Great Reformer: Francis and the Making of a Radical Pope. New York: Henry Holt and Company. p. 82.

## 참조 자료
- 이 문서에는 다음커뮤니케이션(현 카카오)에서 GFDL 또는 CC-SA 라이선스로 배포한 글로벌 세계대백과사전의 내용을 기초로 작성된 글이 포함되어 있습니다.